# Serafina Palma Delgado
Serafina Palma Delgado (Córdoba, España, 16 de junio de 1907 - Ciudad de México, México, 1970) fue una médica y exiliada española, que ayudó a crear el primer servicio de transfusión del mundo en Barcelona en 1936.

## Biografía
Serafna Palma nació en Córdoba el 16 de junio de 1907 en el seno de una familia originaria de Sevilla. Hija de Eduardo Félix de Palma Álvarez de Sotomayor, oficial de banca nacido en Aguilar de la Frontera de Córdoba, y de Concepción Delgado Rodríguez.Serafina y su familia se establecen en Barcelona donde Serafina hace todos sus estudios y se demuestra como una estudiante brillante que se titula en bachiller en 1924. Serafina ingresa en la Facultad de Medicina de la Universidad de Barcelona donde se licencia en 1931. Trabaja como puericultora en la Guardería Joaquim Costa, al terminar la carrera, Serafina de Palma ya ejerce la Medicina en una consulta privada que tiene en el número 181 de la calle Muntaner de Barcelona donde se dedica principalmente a la atención de niños y mujeres.

## Guerra Civil y Exilio
Cuando estalla la Guerra civil española, ella se encontraba en Barcelona en donde era profesora de una Escuela de Enfermeras de Guerra.  Más adelante, es enviada al Frente de Aragón y Frente de Huesca Frente con el médico Wenceslao Dutrem, desde donde reclaman a los dirigentes del PSUC y de UGT que organicen un Banco de Sangre en el campo de batalla para poder transfundir sangre a los soldados heridos de las columnas militares que tienen a su cargo. El Consejo de Sanidad de Guerra, dependiendo de la Conselleria de Sanidad, encarga al médico Frederic Durán-Jordà, que organice este servicio. Serafina se casa en plena Guerra con el coronel Carlos Alegría Álvarez, un voluntario mexicano que viaja a España para unirse al ejército republicano.
Tras la derrota republicana y siendo militante del PSUC, Serafina teme a las represalias franquistas y decide pasar la frontera de Francia a través de los Pirineos llegando a París y Chartres, ciudades en donde vive por poco tiempo. 
A principios de 1939 Serafina y su padre zarpan en el vapor De Grasse, un gran transatlántico francés de carga mixta -mercancía y pasaje- que sale del puerto de Saint Nazaire de Nantes hacia el exilio en México. Serafina deja atrás a su madre y sus otros 3 hermanos en Barcelona y otro hermano que se exilia en Santo Domingo.

## Vida en México
Serafina llega al puerto de Veracruz y se establece en Ciudad de México. Un mes después cuando se reencuentra con su esposo, el Consejo del Comité Técnico ordena que se le envíen pacientes de su especialidad. También termina el último curso de la carrera de Ciencias Químicas que le quedaba pendiente y recibe la autorización para trabajar en la industria farmacéutica mexicana donde coincide con otros químicos exiliados. Consta que durante un tiempo trabaja como responsable publicitaria de los Laboratorios CIBA.
Serafina Palma recibe la autorización para dar clases como profesora de Anatomía y Fisiología Humanas en la Escuela Superior de Medicina Rural, adscrita al instituto Politécnico Nacional de México, donde sustituye a José Torre Blanco un ginecólogo español que había sido presidente de la rama médica de UGT en Madrid durante la Guerra. En el año 1940 ocupa la plaza docente y de investigación que deja el profesor Carlos Velo y ella asume el cargo de catalogación de los insectos mexicanos que él había iniciado y es organizadora de la Colección Nacional de Insectos y, concreta-mente , de la Colección de Lepidópteros Mexicanos. En 1951, Serafina ingresa en la Escuela Nacional de Ciencias Biológicas en la que imparte clases de las mismas materias que venía impartiendo. Asimismo, forma parte de los nuevos Servicios de Cancerología y Tisiología que se acaban de crear en esta Escuela. Alumnos suyos dan testimonio del interés que despiertan las clases de la doctora de Palma. En 1962, recibe la cédula profesional de la Universidad Autónoma de México.
El matrimonio se separa en 1961 antes de la muerte de Carlos Alegría. 
Serafina después de 26 años, abandona la actividad docente para jubilarse y muere ese mismo año, en 1970 en la Ciudad de México.